# Lucki vár
A lucki vár (ukránul: Луцький замок, lengyelül: Zamek w Łucku), helyi nevén Ljubart vára (litvánul: Liubarto pilis; Замок Любарта, Zamok Liubarta) vagy Felsővár (Верхній замок), az ukrajnai Luck városának legjelentősebb nevezetessége, és mint ilyen szerepel a 200 hrivnyás bankjegyen.
A várat a 14. század közepén építtette Liubartas nagyfejedelem, az egyesített Galícia-Volhínia utolsó uralkodója a saját megerősített székhelyének. A másik városban épült vár, az Alsóvár, amelyet a 14. századtól a Czartoryski család építtetett, ma már rom, így lucki vár alatt általában Liubartas erődítményét értik.

## Története

### Az első faerődítmény
A mai vár helyén lévő erődített, nagy méretű település a 10. század óta egy szigeten, a mocsarak között helyezkedett el. A 11. század végén több szakaszban megkezdődött az agyag- és földsánc építése. Kezdetben a sánc magassága 1 méter volt, ezt később 3 méterre növelték. Ezen a korábbi földváron és az egész szigeten új, erőteljes fa erődítmények jelentek meg, amelyek összetett rönkszerkezetekből álltak, így palánkvárrá bővítve azt, így megszületett az úgynevezett ditinec.
A korai erőd hosszú és nehéz ostromokat állt ki. 1073-ban II. Boleszláv lengyel király 6 hónapon át ostromolta meg, 1150-ben pedig I. György kijevi nagyfejedelem seregei 6 héten át vették körül Luckot (akkori nevén Lutszk), de nem sikerült bevenniük. 1175-1180-ban a ditinec közepén épült Keresztelő Szent János-templom. Ebben az időben alakult ki a vár fejedelmi udvara, a mindenkori fejedelem fő rezidenciája. Itt élt az uralkodó család és különböző kormánytisztviselők. 1259-ben a város nem állt ellen Kuremsza kán ostromának. Két évvel később Boroldaj kényszerítésére Vaszilij Romanovics fejedelem lebontotta Luck erődítményeit, így a város védtelenné vált a megszállókkal szemben. A 14. század első negyedében azonban, amikor Volhínia függősége az Arany Hordától meggyengült, a fából készült erődítményeket teljes egészében helyreállították.

### Lubart, az első kővár építője
Gediminas litván nagyfejedelem fia, Liubartas, más néven Lubart 1331-ben vette feleségül II. Andrij Jurijovics galíciai-volhíniai nagyfejedelem lányát, Agripinát. 1340-ben lett a Rusz királya (a Galícia-Volhíniai Fejedelemség nagyhercege). Ez idő tájt kezdődött az erődítések nagyszabású átépítése. A pontos dátumot nem lehet megállapítani, de okkal feltételezhető, hogy a kővár építése legkorábban a század közepén kezdődött meg. Az építkezés azonban nem korlátozódott magára a várra. A fejedelmi rezidencia körüli vízszint emelésére gátat építettek, valamint a torony előtti vizesárok felett felvonóhidat. Magát a téglaégetést a szűkös váron kívül, annak egyik fala körül végezték. Így lehetett a ditinyek területét bővíteni. A 28–30 cm x 12,5–15 cm x 7,5–9 cm méretű téglákat gótikus falazási technikával rakták le. Így épült a torony, a fejedelmi palota és a nyugati fal. Ez volt az első építési időszak. Logikus, hogy ennek az időszaknak a kronológiai keretét 1352-1366-nak tekintjük, a III. Kázmér lengyel királlyal kötött fegyverszünet megkötésétől az ellenségeskedések kezdetéig terjedő időszaknak.
1366-ban, Vlagyimir fővárosának elvesztése után Lubart a székhelyét Luckba tette át, és így végleg itt telepedett le. Azonnal megkezdődött az erődítmények további nagyszabású átépítése. Ebben az időszakban a város külvárosát, amely a régi szláv hagyomány szerint a dytynetek mellett (körül) helyezkedett el, egy még mindig fából épült külső várkastéllyá alakították ki, veteményeskertekkel és védőtornyokkal. Területét a Lubarthoz közeli tisztviselők, püspökök és más nemesek udvarházaival építették be. A város saját lakóit kiszorították az Okolnyij-várból. 1370-ben Kázmér meghalt, és a háború véget ért, ám Luckban ezt követően is folytatódtak az erődítési munkálatok. A bejárati tornyot egy szinttel megemelték, és csúcsos tetőt építettek fölé. Az északi fal nagy részét téglafalra cserélték.
Ugyanez vonatkozik a keleti falra is. A Kormányzótorony a bejárati toronyhoz hasonló támpillérekkel épült a külső sarkokon. A tornyot csak a védőfalak szintjéig húzták fel. A felhasznált téglák közelebb álltak az egységes szabványhoz, jobban égetettek és jobb nyersanyagokból készültek. Annak érdekében, hogy az alapozás ne csússzon le a bástyáról, az építők lépcsőzetes teraszok formájában szintezést alkalmaztak. Ezenkívül használtak egy védjegyet is: vékony réseket a téglák közötti habarcsfugákban. Így vizuálisan könnyen megállapítható, hogy a falak melyik részét építették ebben az időben. Mindezek a változások a második építési időszakot alkotják. Ez 1385-ben Lubart halálával ért véget. Így két várban – Vernyijben és Okolnyijban – összpontosult a Volhíniai fejedelemség összes kormányzati szerve: a törvényhozó, a végrehajtó, a bírói és az egyházi. Ez egyúttal előkelő lakóhely volt, ahol csak gazdag polgárok, kormánytisztviselők és egyházi személyek rendelkeztek itt birtokkal. Ennek ellenére a városi társadalom, amely gazdasági és kulturális szempontból erősen fejlett volt, nem érezte a negatív következményeket. A várakon kívüli építkezések, bár fából készültek, sokkal kiterjedtebbek és monumentálisabbak voltak.

### A Vitold-kori vár
Lubart halála után fia, Fedir Lubartovics lett a nagyherceg. De nem volt joga a lutszki uralomra, mivel nem Lubart első feleségének a fia volt. 1387-ben Vytautas, más néven Vitold a családjával, hercegekkel és bojárokkal együtt Lutszkban telepedett le. 1392-ben a lutcki fejedelemséget örökre átruházták rá, és ezzel egyidejűleg Litvánia nagyfejedelme lett.  Vytautas nagy figyelmet fordított Luckra. Gyakran látogatta a várost, és a nagyhercegi politika körébe vonta. Uralkodása alatt Luck a Litván Nagyfejedelemség nem hivatalos déli fővárosának státuszával rendelkezett. Ez természetesen nagy jelentőséggel bírt a várak, különösen Verhnij, a nagyherceg rezidenciája számára. Vytautas uralkodása alatt zajlott a harmadik építkezési időszak, amely több szakaszban valósult meg.
Általánosságban elmondható, hogy az egész Felsővár téglából épült: elkészült az északi és a keleti fal, és ezek találkozásánál felhúzták az Úr tornyát. Mindhárom tornyot fazsindellyel fedték. A többi toronnyal ellentétben a püspöki torony egyetlen módszerrel épült. A falazat jellege és a téglák mérete teljes azonosságot mutat a hrodnai régi kastély helyén álló várral, ami arra utal, hogy ezekben a városokban egyetlen mesterember-csapat dolgozott. A vár területén egy fejedelmi palota is állt, amely később várként királyi tulajdonba került. Amint az dokumentumokból ismert, a 16. század közepén a régi palota helyén egy új palota építése kezdődött, olasz (feltehetően reneszánsz) építészeti elemek felhasználásával. A palota a bejárati toronyhoz csatlakozott, 28 méter hosszú, 6 méter széles és 10 öl magas volt. 1427-ben Vytautas V. Márton pápától bullát kapott, hogy a püspökséget Vlagyimirből Luckba helyezze át. Ezért 1425-ben elkezdték a Szentháromság-fatemplom építését az Okolnyij-várban, melyet két évvel később be is fejeztek.
1429. január 22-én a vár falain belül, nevezetesen a fejedelmi palotában került sor az európai uralkodók találkozójára, ahol többek között azt is megvitatták, hogy Vytautast litván királlyá koronázzák-e. A korabeli esemény példátlan nagyságú volt, részt vett rajta többek között:
- Lengyel Királyság: Jogaila krakkói püspök (a későbbi II. Ulászló lengyel király), Zbigniew Oleśnicki krakkói vajda, Tarnówi János és lengyel mágnások.
- Magyar Királyság és Cseh Királyság: Luxemburgi Zsigmond későbbi német-római császár és felesége, Cillei Borbála; továbbá német, cseh, magyar és horvát nemesi családok képviselői.
- Dán Királyság: VII. Erik dán, svéd és norvég király
- Livóniai lovagrend: Siegfried Landorf Spanheim rendi mester és lovagjai.
- Teuton lovagrend: Balga Komtur
- V. Márton pápa elküldte pápai legátusát, András Domonkost.
- Bizánci Birodalom: VIII. Ióannész bizánci császár küldöttei
- Moszkvai Nagyfejedelemség: II. Vaszilij moszkvai nagyfejedelem,és Fótiusz, Kijev moszkvai metropolitája
- Tveri Nagyfejedelemség: Borisz tveri nagyfejedelem
- Rjazanyi Nagyfejedelemség: III. Iván
- Moldávia küldöttei
- A volgai, doni és perekopi tatár kánok

A találkozó elmérgesítette a Lengyel Királysággal való kapcsolatokat. Vytautas azonban hamar meghalt anélkül, hogy király lett volna. A Lengyelországgal való nehéz kapcsolatok nehéz örökségét pedig utódjára, Švitrigailára hagyta.

### A Zsigmond-kori vár
Két évvel a kongresszus után kitört a lutszi háború. A fejedelmi hadsereg körülvette a várat, és több héten át ostromolta. A vár védelmét Jursza vajdára bízták. Végül a sereg súlyos veszteségeket szenvedve visszavonulásra kényszerült., mivel a vár sikeresen ellenállt az ostromnak. A bonyolult politikai helyzet Litvánia két fejedelemségre való felosztásához vezetett: az önálló litván nagyfejedelemségre, amelyet Zsigmond vezetett, és a lutszki (rusz) fejedelemségre, amelyet Švitrigaila irányított. 1434 augusztusában, még mindig Švitrigaila támogatójaként Olekszandr Nosz herceg Lutszk várát Zsigmond fejedelemnek adta, ő pedig Ivan Haszhtoldot nevezte ki sztarosztának, de hamarosan ismét gazdát cserélt. 1436-ban a vár ellenállt Zsigmond csapatai ostromának. Ezután a vár Švitrigailáé lett, majd 1438 végén vagy 1439 elején ismét Zsigmondé.
Az erődítmény a folyamatos támadások miatt további korszerűsítésre szorult. Švitrigaila életének vége felé a felső várban is folytak építési munkálatok, amelyek a negyedik építési periódust jelentették. Ekkor bővítették a várfalakat, és egy újabb sor boltíves folyosót fektettek le a lőfegyverek számára. Az új részek kiszolgálására egy további fából készült galériaszintet is telepítettek. A Lőportornyot a másik kettő szintjére magasították meg. Ezt a tornyot egy ideig Švitrigailalovának nevezték. Ezzel befejeződött a téglából épült Felsővár építése. A következő építési időszakok munkálatai nem sokat változtattak a vár képén. Tekintettel a czerski várral való nagy fokú építészeti hasonlóságra, úgy vélik, hogy a porosz erődítési hagyományok befolyásolták a Felsővár építőit.

### Az Okolnyij-kastély rekonstrukciója
1473-ban a külső vár a Felsővárral ellentétben még mindig fából készült maradt, de Ambrose Contrari velencei követ külön megjegyzést tett annak szilárdságáról. A 15. század második felében azonban a török-tatár portyák veszélye fokozódott, és a palánk védelmi ereje már nem volt elegendő. Lutszk 1500-ban és 1502-ben az Arany Horda támadásaiktól szenvedett. A törökök egyre mélyebbre hatoltak Polisszja, Litvánia és Lengyelország területére. Sürgősen meg kellett erősíteni a volhíniai várakat, amennyire csak lehetett. Már 1502-ben nagyszabású munkálatok kezdődtek Lutszkban. Kezdetben 240 000 téglát gyártottak, később pedig további 70 000-et. Összesen 215 kopejkát költöttek a téglavetéshez felbérelt munkások fizetésére, további 384 kopejkát pedig a munkához szükséges különféle anyagokra és egyéb kiadásokra. A következő években még több pénzt költöttek. Az Okolnyij-kastély fából készült részeit elkezdték téglafalakra cserélni, melyek 1,7-2 méter vastagok voltak. A falazatrendszer gótikus díszítésű volt. A legyártott téglák azonban nem voltak elegendőek a kastély teljes rekonstrukciójáho, így a befejezetlen részét fából építették fel. A munkálatokat a vámbevételek terhére végezték. Az újjáépítés nem volt hiábavaló, 1508-ban a tatárok megpróbálták elfoglalni Lutszkot, de hatékony ellenállásba ütköztek, és menekülniük kellett.
A következő évtizedekben az Okolnyij-kastély rekonstrukciója nagyjából befejeződött. Így a kőtornyok ugyanolyan tetőket kaptak, mint a felső várban. Így az Okolnyij nyolc tornyából 4 téglából épült, 4 pedig fából.

### A 16-17. századi vár
A magdeburgi jogok 1497-ben történt visszaadása Lutszknak új jogi légkört teremtett. A város többé nem tartozott a várhoz, saját bíróságot és közigazgatást kapott két kollégium formájában: az ítélőtábla, amelynek élén a wójt állt, és a tanács, amelynek élén a polgármester állt. A testületek a városházán üléseztek. Ez negatívan hatott a vár gazdasági helyzetére, mivel csökkentette feudális birtokait és jogait. A vár feje továbbra is a sztaroszta maradt. A városlakók feletti hatalma főként annyiban terjedt ki, hogy ő volt a város teljes erődrendszerének katonai parancsnoka, amely magában foglalta mind a várakat, mind a város számos falát és védelmi gyűrűjét. Ez azonban lehetővé tette a városlakók gazdasági elnyomását is. A vár a hozzá tartozó falvak rovására működött. Miután 1552-ben a falvakat bizonyos érdemeikért kiosztották a nemesek között, már csak 8  maradt belőlük. Így ezekben a falvakban külön udvarokat készítettek a nagyherceg, a külföldi követek és más vendégek érkezésére. Az őket kiszolgáló emberek ezen udvarok mellett laktak. Az udvarokat a várközség parasztjainak feladatai alapján tartották fenn. A fazekasok kielégítették az étkészlet iránti igényt, az ácsok javítási munkálatokat végeztek a várban. A megyétől függő parasztok minden egyes tevékenységtípusa, hivatásos vállalkozása természetbeni, terménybeni és pénzbeli adókötelezettséggel volt sújtva. Így e falvak bevételeit a közigazgatási apparátus és a várgazdaság fenntartására fordították.
Az 1560-as éveiben végrehajtott zemsztói reformok után a vár szinte kizárólag igazságszolgáltatási és közigazgatási funkciót kapott, ami a gazdaság hanyatlásához vezetett. A bírósági eljárások a lutszki várkormányzat hatáskörébe tartoztak. A bíróság joghatósága kiterjedt a megyére, a volhíniai nemességre, néha az egész tartományra, egyes esetekben pedig több tartományra is. A litván statútumok reformjai előtt két várbíróság működött: a sztaroszta által vezetett grodnói bíróság, amely minden ügyet elbírált, és a volhíniai marsall fellebbviteli bírósága. Az 1566-os litván statútum után a bírósági struktúra szerteágazóbbá és specializáltabbá vált. Valamennyi bíróság ülését a Felsővár termeiben vagy a Szent János-székesegyházban tartották.
A 16. században a vár területét eléggé sűrűn beépítették, és nagyon kevés szabad területet hagytak meg. A Felsővár fő részei a főúri udvar, a székesegyház a temetővel és a fejedelmi terület, ahol a palota állt. A 16. század közepétől azonban már sem a város polgármestere, sem a városigazgató, sem más hivatalnokok nem laktak a várban.
A 17. század közepén a várak szerepe tovább csökkent, és 1652-ben a varsói szejmre küldött volhíniai követek utasítást kaptak arra, hogy a város védelmét általában erősítsék meg, ne csak a várakat. Az 1658-as összeírás a lutszki várakat felújításra szorulóként jegyzi fel: a tornyok fedetlenek voltak, és két ágyún kívül nem voltak fegyverei. Ezután javult a gazdasági helyzet: visszakapták a Holiszjiv falut, adót kaptak a Sztir folyón való közlekedésből, a városi fejpénzből, a kereskedelmi adóból és egyebekből. Összességében a bevételek évi 995 guldenre rúgtak, amiből a vár fenntartására fordított kiadások után évi 750 gulden maradt. Ezt a pénzt 1667-ben restaurálási munkálatokra költötték. 1667-ben a Styrowa- és a Bejárati tornyot újabb emelettel egészítették ki, a Kapu- és a Władysława-torony közötti falakat felújították, és az északi fal nyugati felében az alsó, íves, hosszútávú íves boltívek sora fölött egy sor váltakozó réses és íves közelharci gyilokfolyosót rendeztek be. Ezek a változtatások az ötödik építési időszakot jelentették.
Az Okolnyij-kastélyt sem hanyagolták el. A 17. század elején nagy változások történtek. Radziwill Albrecht Stanisław, Lutszk főispánja az Okolnyij-kastély déli részén álló palotáját a Szent Brigitta-rendnek adományozta. Ezt követően a rend aktívan megkezdte a palota átépítését és a templommal kiegészített szerzetesi cellák hozzáépítését. Az új épület a várfalak egy részét helyettesítette. Ugyanez történt az Okolnyij-kastély déli bejárati tornya melletti fal egy darabjával is. A Lutszkba ekkor érkezett jezsuita rend egy reneszánsz templom építésébe kezdett. Nem sokkal később mögötte egy kollégiumot építettek, amelynek nyugati fala az Okolnyij-kastély falának egy részét pótolta. A templom és a kollégium déli falán gyilokfolyosók húzódtak, így a vár védelmi funkciója nem sérült.

### A 18. századi vár
A 18. században a komplexum bizonyos átalakításokon ment keresztül. Először is a vár végleg elvesztette védelmi funkcióját. Másodszor, a heves vallási harcok miatt a vár többé nem lehetett Volhínia stabil szellemi fővárosa, mivel az ortodox Szent János-székesegyháza átkerült a görögkatolikusokhoz. Az 1770-es években Szilveszter Rudnyickij püspök idején lebontották, és megkezdték egy új templom alapkőletételét, de a püspök halála megakadályozta a templom befejezését. 1781-ben egy nagy tűzvész elpusztította a befejezetlen székesegyházat, valamint a katolikus Szentháromság-székesegyházat, több más templomot és számos lutszki házat.
Bár a székesegyházat a szomszédos Péter-Pál-templomba költöztették, Lengyelország közelgő felosztása, különösen a harmadik felosztás már megingatta a katolicizmus erejét Volhíniában. És ha a század elején és közepén a vár még betöltötte a közigazgatási, igazságszolgáltatási és szellemi központ szerepét, a század végére a hanyatlási tendenciák felerősödtek, megingatva a helyzetet. Ugyanez vonatkozik mindkét vár fizikai állapotára is. Az 1765-ös összeírók például már nem említik a fejedelmi palotát, a Sztir-toronyban megőrzött városi könyvekbe beszivárgott az esővíz, és nem voltak fegyverek. A külső várnak ekkor még egészen jó állapotú falai voltak. Ekkor már külvárosnak nevezik, és területét egy közönséges városnak feleltetik meg. Ennek az az oka, hogy egyrészt egész Lutszk abban az időben egyetlen nagy erődített vár volt, ami bizonyos mértékig a kiváltságos várterületet a tulajdonképpeni várossal tette egyenlővé, másrészt a városi lakosság növekvő jelentősége, amely közeledett a nemességhez, hozzájárult a városnak a vártól való önállósodásához.
Az 1781-es tűzvész után a város hanyatlásnak indult, és a vár is súlyosan megsérült, így az idősebb Józef Clemenchorz Chortorsky hozzálátott az újjáépítéshez. A Felsővár bejáratának némileg megváltozott az arculata. A bejáratokat, amelyek magasan a tér felett helyezkedtek el, befalazták. Helyette a rámpa egy részét elhordták, és a torony alsó szintjén egyetlen nagy bejáratot alakítottak ki, valamint új kőhidat építettek boltíves árkádsorral. Magát a tornyot erős támpillérekkel erősítették meg úgy, hogy a régi támpilléreket részben beépítették az újakba. Részben a fejedelmi palota helyén épült fel az iroda, ahová a levéltári udvari könyvek kerültek át a leégett Iván teológus osztályáról. Az Okolnyij falait a tűz nagyon súlyosan érintette, a négy toronyból hármat elkezdtek lebontani. Tulajdonképpen az Okolnyij-kastély mint egységes építmény megszűnt létezni, és a „lutszki vár” fogalma csak a Felsővárra kezdett vonatkozni. Ezek az események és munkálatok alkották a hatodik építési időszakot, amely kialakította a Felsővárnak azt a megjelenését, amely ma is látható.

## Fordítás
- Ez a szócikk részben vagy egészben  a(z)   Луцький замок című ukrán Wikipédia-szócikk ezen változatának fordításán alapul.  Az eredeti cikk szerkesztőit annak laptörténete sorolja fel. Ez a jelzés csupán a megfogalmazás eredetét és a szerzői jogokat jelzi, nem szolgál a cikkben szereplő információk forrásmegjelöléseként.
- Ez a szócikk részben vagy egészben  a   Lubart's Castle című angol Wikipédia-szócikk ezen változatának fordításán alapul.  Az eredeti cikk szerkesztőit annak laptörténete sorolja fel. Ez a jelzés csupán a megfogalmazás eredetét és a szerzői jogokat jelzi, nem szolgál a cikkben szereplő információk forrásmegjelöléseként.